# Rudolf Stähelin
Rudolf Stähelin o Staehelin (Basilea, 28 luglio 1875 – Basilea, 26 marzo 1943) è stato un medico svizzero.

## Biografia
Insegnò presso le università di Gottinga (1906) e Berlino (1907), iniziando a Basilea (1902), città dove diresse la clinica di medicina (1911 – 1943) distinguendosi come autorevole docente di medicina interna e come ricercatore nell'ambito delle malattie infettive, circolatorie, respiratorie e del metabolismo, oltreché per la cura della tubercolosi.
Ebbe fra i suoi allievi Adrienne von Speyr, che così lo descrisse: